# Poitevin (rasa koni)

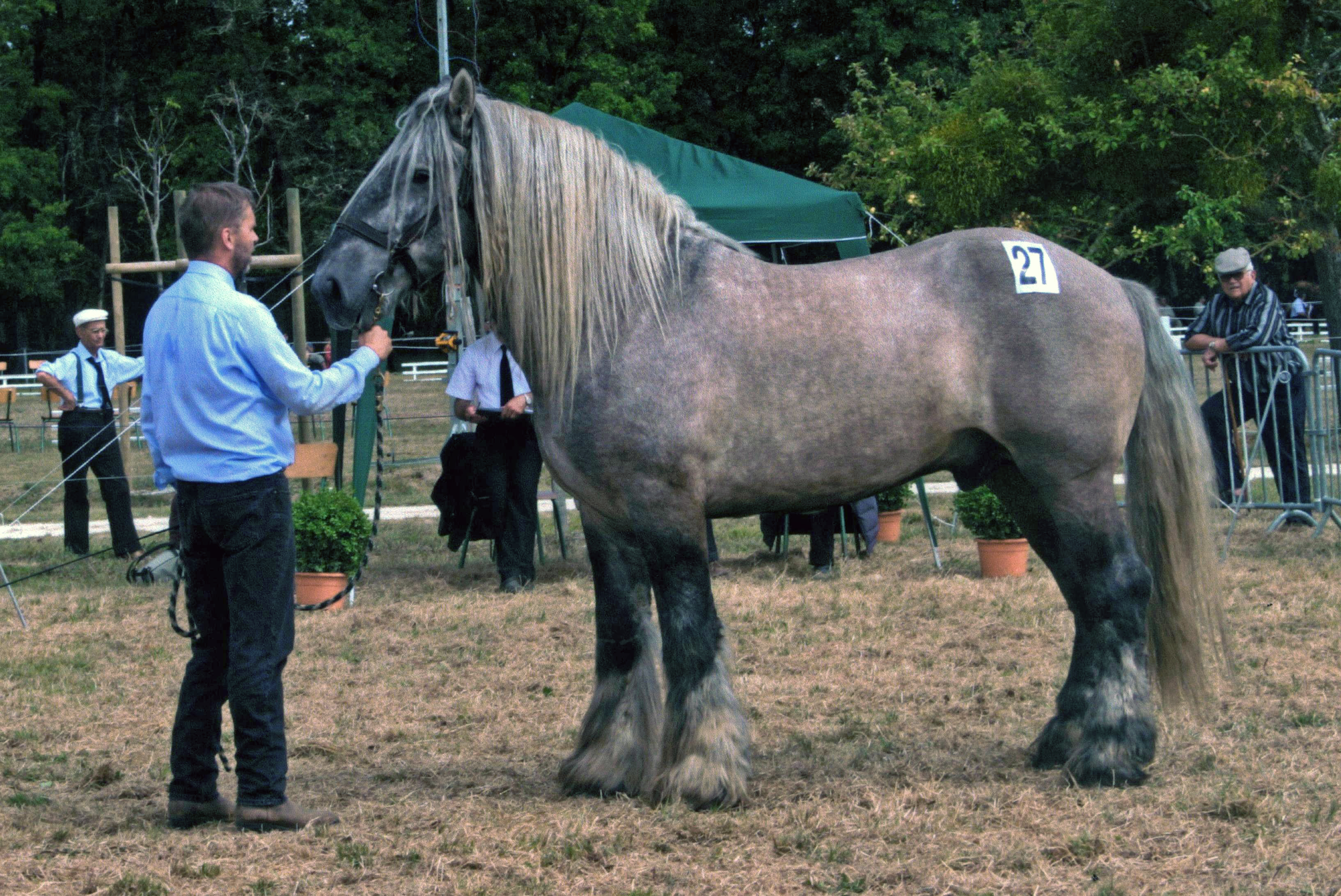
Poitevin.

Poitevin – rasa konia domowego zaliczana do koni zimnokrwistych, pochodząca z Poitou we Francji. Za jej przodka uważa się konie celtyckie, wiadomo jednak na pewno, że rasa wywodzi się z krzyżowań między klaczami z Poitou a ciężkimi ogierami importowanymi z Holandii, Norwegii i Danii do drenowania bagien. Poitevin jest stępakiem, jego chody są słabe. Nie jest koniem atrakcyjnie się prezentującym, ale bardzo wytrwałym w pracy. Używany jest w hodowli mułów (klacze tej rasy są łączone z osłami rasy Baudets de Poitou). 
Na krótkiej szyi osadzona jest duża głowa o garbonosym profilu i flegmatycznym wyrazie. Uszy małe i szerokie, kłoda (tułów) długa, o słabym ożebrowaniu, łopatki często spionowane, kłąb słabo zaznaczony. Na silnych kończynach o dużych, płaskich kopytach obfite szczotki pęcinowe. Ogon nisko osadzony na spadzistym zadzie. Wysokość w kłębie przekracza zwykle 160 cm u klaczy, a u ogierów nieraz 170 cm. Najczęściej spotyka się Poiteviny o umaszczeniu myszatym, gniadym, skarogniadym i siwym jabłkowitym.
Jest to koń spokojny, silny, powolny. Duże, płaskie kopyta pozwalają mu dobrze pracować na błotnistym terenie.